# Pterolophia albovitticollis
Pterolophia albovitticollis là một loài bọ cánh cứng trong họ Cerambycidae.